# Manuela Fiedel
Manuela Fiedel, född 18 juni 1973 i Eberswalde i Östtyskland, är en tysk före detta handbollsspelare. Hon spelade som mittnia.

## Karriär
Manuela Fiedel började spela handboll vid sju års ålder i sin hemstad. Hon flyttade sedan till klubben BSG Empor Eberswalde. Då hon var 14 år anslöt hon till barn- och ungdomsidrottsskolan i Frankfurt/Oder, och spelade för ASK Vorwärts Frankfurt. Hon vann mästerskapet för ungdom i DDR tre gånger 1987/1988, 1988/1989 och 1989/1990.  1993 bytte hon klubb från BFV Frankfurt (Ask Vorvärts efterträdare), till TV Lützellinden. Fiedel spelade för Lützellinden fram till 1999. Från 1999 till 2000 spelade hon för Kurpfalz Bären i Ketsch och återvände sedan till Lützellinden. Med Lützellinden vann hon det tyska mästerskapet säsongerna 1997 och 2001 samt cupvinnarcupen 1996. Hon flyttade till  Bækkelagets SK i Oslo 2003 av den orsaken att TV Lützellinden inte skötte löneutbetalningarna till spelarna. Hon var bara aktiv i ett halvår i Oslo. 2003  flyttade hon vidare till Spanien till BM Bera Bera i den spanska ASOBAL-ligan.  Efter tre år i Spanien återvände hon säsongen 2006/2007 till tysk handboll och spelade Borussia Dortmund.
Manuela Fiedel spelade flera landskamper med Östtysklands ungdomslandslag. Med Tysklands damlandslag i handboll deltog hon i EM 1996 där Manuela Fiedel spelade fem matcher och gjorde nio mål då det tyska laget slutade på 4:e plats. Året efter vid världsmästerskapet i handboll för damer 1997 slutade Tyskland trea och Fiedel vann en bronsmedalj. Det blev hennes främsta merit med landslaget. Sammanlagt spelade hon 67 landskamper.

## Meriter i klubblag
- Vinnare av tyska mästerskapet 1997, 2001 med TV Lützellinden
- Cupvinnarcupen  i handboll 1996 med TV Lützellinden